# مقبره مؤمنه خاتون
مقبره «مومنه خاتون» (به ترکی آذربایجانی Möminə Xatun türbəsi) در شهر نخجوان جمهوری خودمختار نخجوان قرار دارد.
تربت‌ها و مقبره‌های واقع در نخجوان با اهتمام «گلناره مهمانداراوا» رئیس شعبه آذربایجان ایکوموس- شورای بین‌المللی ابنیه و محوطه‌ها، در سال ۱۹۹۸، در فهرست میراث جهانی یونسکو ثبت شده‌است.

## تاریخ
«ایلدگز اتابک جهان پهلوان» (۱۱۷۵-۱۱۸۶ میلادی) دستوری صادر کرد که، این مقبره به افتخار خانم اولش «مومنه خاتون» ساخته شود.
همان‌طور که بر روی لوحه توصیفی بالای ورودی مقبره به خط کوفی نوشته شده‌است، معلوم می‌گردد که، ساخت آن در سال‌های ۱۱۸۶ الی ۱۱۸۷ تکمیل شده‌است. معمار این مقبره «عجمی بن ابو بکر» (یا «عجمی نخجوانی») در نزدیکی آن یک مقبره‌ای به‌نام «یوسف ابن کثیر» نیز ساخته‌است. مقبره یوسف کثیر اوغلو که در کوچه شیخ محمد خیابانی در شهر نخجوان واقع شده و نزدیک به ۸ قرن از عمر آن می‌گذرد، در میان مردم آتابابا توربه‌سی (مقبره آتابابا) یا آتابابا گونبزی (گنبد آتابابا) نیز نامیده می‌شود. این مقبره در اواسط قرن بیستم مرمت شده‌است. کتابه موجود بر روی مقبره چنین می‌گوید: «این مقبره متعلق به یوسف ابن کثیر، خواجه، رئیس اعظم، ذکاوت دین، جمال اسلام و رهبر مشایخ است.» براساس کتابه مذکور، این مقبره در ماه شوال سال ۵۵۷ هجری (۱۱۶۲ میلادی) بنا نهاده شده‌است. در کتابه سمت چپ جبهه مقبره نیز نام معمار مقبره به شکل «بنّا عجمی ابن ابوبکر نخجوانی» ذکر شده‌است. بخش فوقانی از سطوح مقبره به شکل نوار جدا شده و در این قسمت کتابه‌ای قرار یافته‌است. در این نوار، آیاتی از قرآن با خط کوفی نوشته شده‌است. در بدو، یک مدرسه نیز در کنار مقبره ساخته شده‌بود. تصویرها و عکس‌های گرفته شده از مقبره در قرن نوزدهم تأیید می‌کند که، مدرسه یادشده جزو این مجتمع مذهبی و تحصیلی بوده که بعداً تخریب شده‌است.
این مقبره فی‌مابین سالهای ۱۹۹۹ الی ۲۰۰۳ مانند جزوی از پروژه بانک جهانی برای حمایت از میراث فرهنگی آذربایجان کاملاً بازسازی شد. تصویر این مقبره بر روی اسکناس ۵ هزار مناتی آذربایجان، بین سالهای ۱۹۹۶ تا ۲۰۰۶ چاپ می‌شده‌است.

## توصیف
ساختمان مقبره، قصر آجری ده ضلعی می‌باشد که، ارتفاع آن به ۲۵ متر می‌رسد. آن، بالای سردابهٔ طاقدار ساخته شده و روی پایه کم عمق ساخته شده از قطعات بزرگ دیوریت قرمز رنگ استوار است. سقف مسطح دارای گنبد کمی تیزی می‌باشد. اولین ورودی به داخل دایروی قصر، به سمت شرق، دومین ورودی به سردابه‌ای که تکیه سقف معلقش یک ستون مرکزی خشتی است،
منتهی می‌شوند. در دیوار آجری محکم که، رو به طرف غرب است، دو پنجره کوچک و یک پنجرهٔ چاشنی بالای ورودی اصلی وجود دارند. دسته‌ای از کتابه‌های نوشته شده به خط کوفی که از کاشی‌های فیروزه‌ای درست شده‌است، زیر قرنیز مقرنس موجود می‌باشد. آجرهای کاشی‌ای تابناک آبی- فیروزه‌ای رنگ که با طاقچه‌های تیز مزین شده‌اند، در کنار پیکرهٔ مایل به قرمز خشت پخته شده، نمای فوق‌العاده زیبایی به وجود می‌آورند. این طراحی نه تنها درک چاشنی‌های پیچیده نقشی را آسان و تطابق رنگ‌ها را غنی ساخته، بلکه زیبایی و شیوایی خاصی به سطوح داخل طاقچه‌ها بخشیده‌است. در داخل، حجره تدفین دایره‌ای شکل ساخته شده‌است.
مقبره «مومنه خاتون» نماینده سنت معماری قرون وسطایی نخجوان که تحت تأثیر عمیق آثار معمار «عجمی بن کوسیر» قرار گرفته‌است، می‌باشد.
سبک معماری نخجوانی از سبک‌های شیروانی که در آبشوران رایج است، از لحاظ استفاده از آجر به عنوان مصالح ساخت و سازی پایه‌ای و بهره‌مندی از کاشی‌های رنگی، بویژه فیروزه‌ای، در دکوراسیون متفاوت می‌باشد. 

## نگارخانه

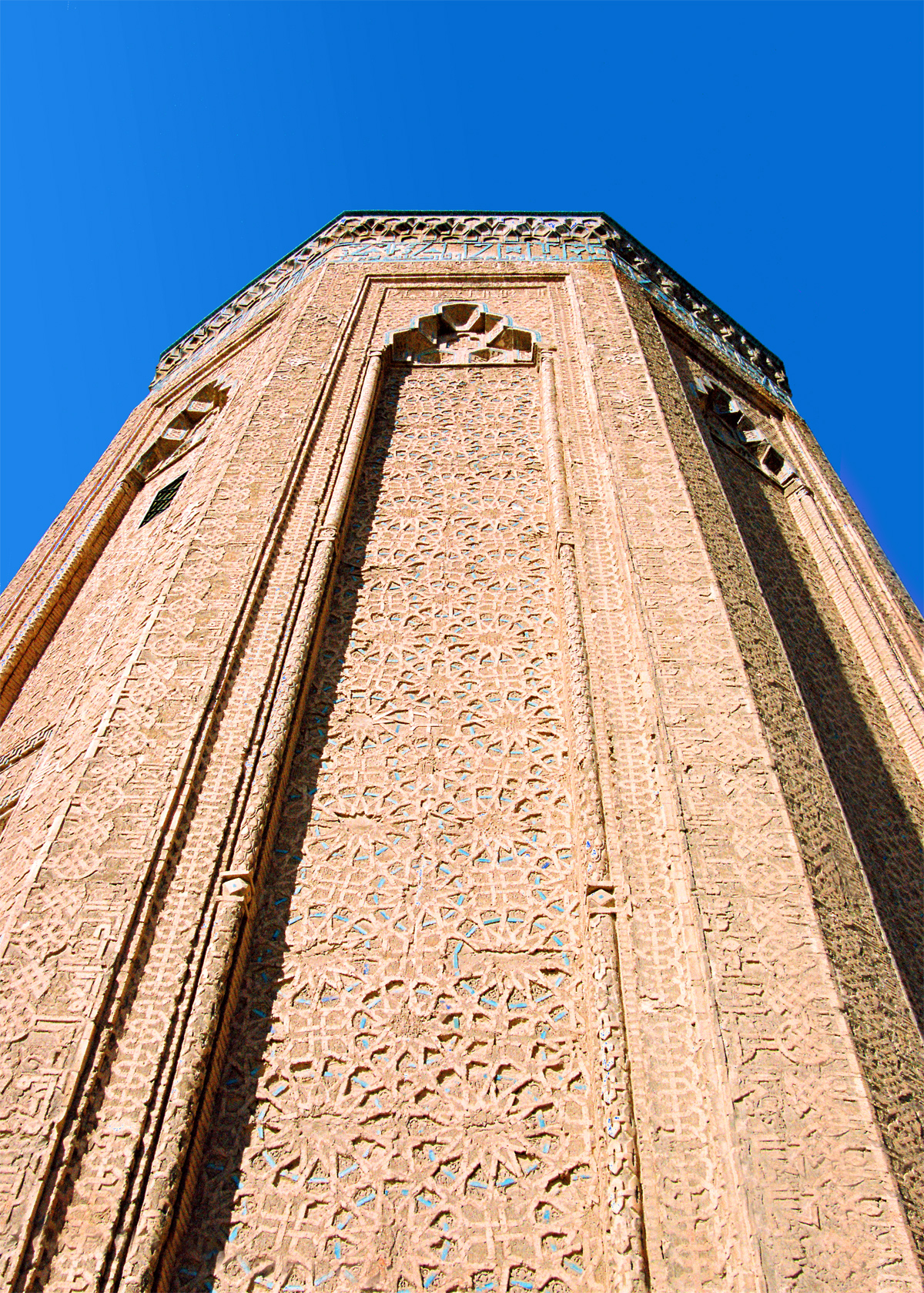
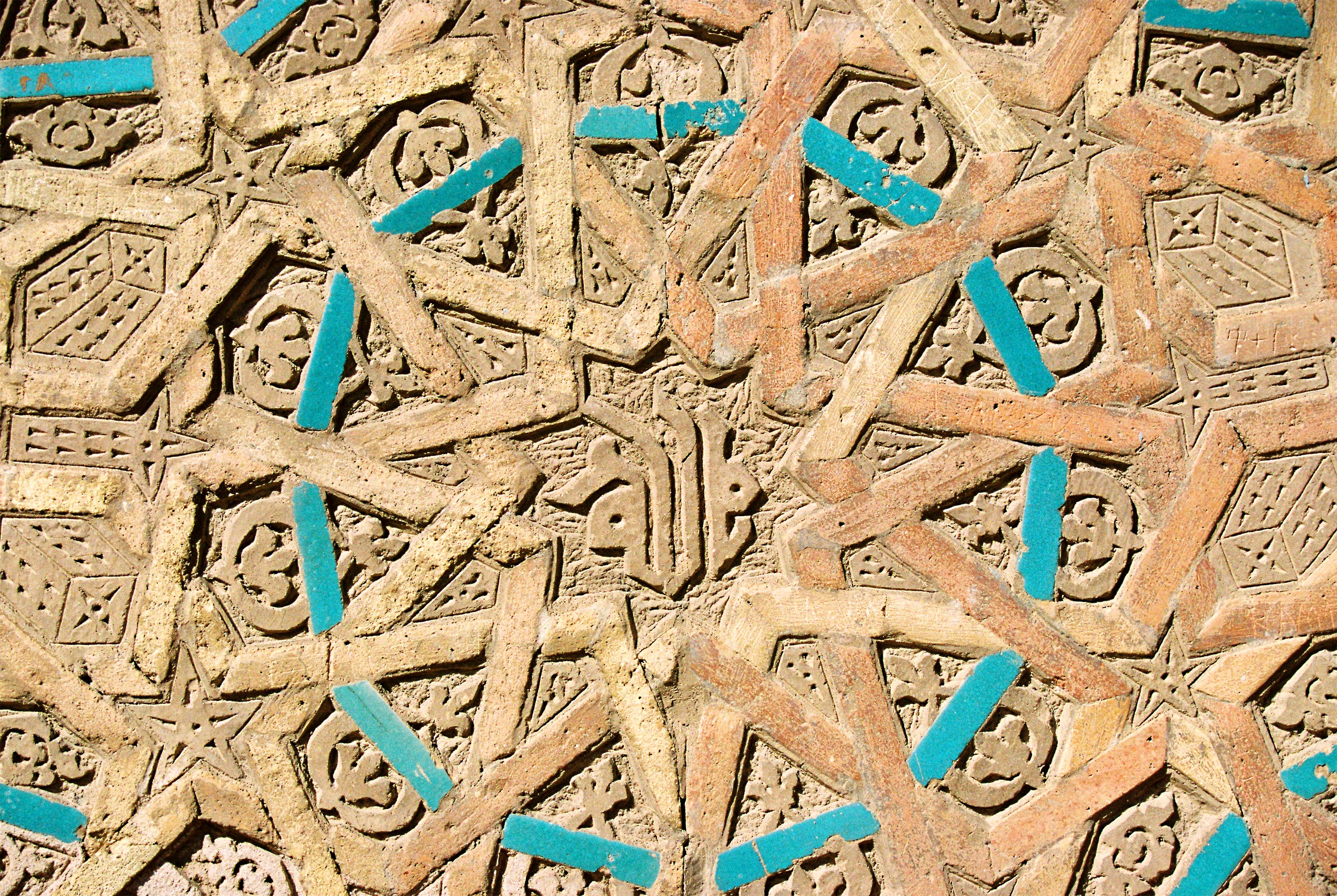
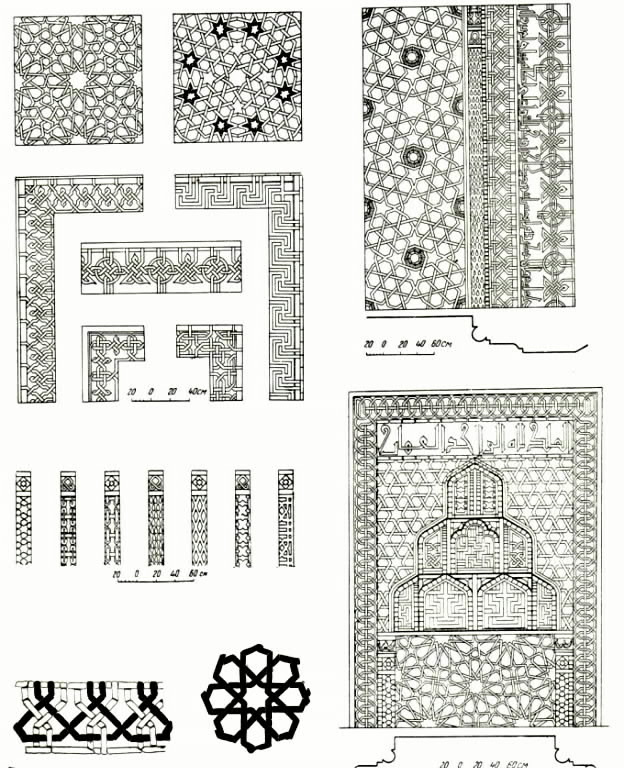